# Thôi Ba
Thôi Ba (tiếng Trung giản thể: 崔波, bính âm Hán ngữ: Cuī Bō, sinh tháng 7 năm 1957, người Hán) là chính trị gia nước Cộng hòa Nhân dân Trung Hoa. Ông là Ủy viên dự khuyết Ủy ban Trung ương Đảng Cộng sản Trung Quốc khóa XVIII và là Ủy viên chính thức của khóa này trong 10 ngày cuối cùng của nhiệm kỳ, hiện là Bí thư Đảng tổ, Chủ tịch Chính Hiệp Ninh Hạ. Ở Ninh Hạ, ông từng là Phó Bí thư Khu ủy, Hiệu trưởng Trường Đảng Ninh Hạ, Tổng thư ký Khu ủy, Bí thư Thành ủy Ngân Xuyên, Phó Chủ tịch Chính phủ Ninh Hạ; ngoài ra ông còn từng là Bí thư Ban Bí thư Trung ương Đoàn Thanh niên Cộng sản Trung Quốc, Phó Chủ tịch Hội Liên hiệp Thanh niên Trung Quốc.
Thôi Ba là đảng viên Đảng Cộng sản Trung Quốc, học vị Cử nhân Nông học, Thạc sĩ Quản trị kinh doanh. Ông có sự nghiệp nhiều năm công tác ở hệ thống tổ chức Đảng Cộng sản và chính quyền địa phương là Sơn Đông, Ninh Hạ, cũng như từng tham gia lãnh đạo Đoàn Thanh niên Cộng sản Trung Quốc.

## Xuất thân và giáo dục
Thôi Ba sinh tháng 7 năm 1957 tại huyện Trâu, nay là thành phố cấp huyện Trâu Thành, thuộc địa cấp thị Tế Ninh, tỉnh Sơn Đông, Cộng hòa Nhân dân Trung Hoa. Ông lớn lên và tốt nghiệp phổ thông ở huyện Trâu năm 1976, được kết nạp Đảng Cộng sản Trung Quốc vào tháng 8 năm 1975. Tháng 10 năm 1981, ông theo học chuyên tu khoa học dành cho cán bộ ở Học viện Nông Sơn Đông (山东农学院, nay là Đại học Nông nghiệp Sơn Đông) và tốt nghiệp tháng 6 năm 1983. Mười năm sau, ông theo học cùng lúc hai chương trình gồm giáo dục từ xa chuyên nghiệp về quản lý kinh tế từ tháng 8 năm 1993 đến tháng 12 năm 1995 tại Trường Đảng Trung ương Đảng Cộng sản Trung Quốc, chương trình quản lý công thương từ tháng 9 năm 1994 đến tháng 4 năm 1997 tại Đại học Công nghệ Đại Liên, nhận bằng Thạc sĩ Quản trị kinh doanh (MBA).

## Sự nghiệp

### Sơn Đông và Thanh niên
Tháng 3 năm 1976, sau khi tốt nghiệp phổ thông, Thôi Ba là thanh niên trí thức được phân công nhiệm vụ làm người hướng dẫn giáo dục và phụ đạo ở khu vực thành thị cho doanh trại Binh đoàn Chiến Sơn Hà (战山河兵团) ở huyện Trâu quê mình, rồi Bí thư Chi bộ Đảng của khu Xóa Hà (岔河) thuộc công xã Thành Tiền (城前公社). Ở cương vị này 4 năm đến cuối 1980 thì công nhậm chức Phó Bí thư Đảng ủy công xã Quách Lí (郭里公社), công tác 1 năm thì đi học, trở về năm 1983 và được phân công làm Bí thư Đảng ủy khu Hương Thành của huyện Trâu. Một năm sau, ông được điều sang khối Đoàn Thanh niên Cộng sản Trung Quốc, giữ chức Bí thư Thị đoàn Tế Ninh. Tiếp tục công tác thời gian ngắn, đầu năm 1985, ông được chuyển tới huyện Khúc Phụ, nhậm chức Phó Bí thư Huyện ủy, Huyện trưởng Khúc Phụ, sau đó ít lâu, khi huyện nổi danh có di sản thế giới quê hương Khổng Tử này được thăng cấp lên thành phố cấp huyện thì Thôi Ba đồng thời cũng là Thị trưởng rồi Bí thư Thị ủy Khúc Phụ. Tháng 6 năm 1991, ông được bầu vào Ban Thường vụ Thị ủy Tế Ninh, sau đó 1 năm thì trở lại Đoàn Thanh niên, nhậm chưc Phó Bí thư Tỉnh đoàn Sơn Đông, và được bầu làm Chủ tịch Hội Liên hiệp Thanh niên Sơn Đông. Giai đoạn 1993–94 này, ông cũng kiêm nhiệm chức vụ Trung ương Đoàn là Phó Bộ trưởng Bộ Bảo vệ quyền lợi thanh thiếu niên. Tháng 11 năm 1994, ông được điều lên Trung ương Đoàn, nhậm chức Bộ trưởng Bộ Bảo vệ quyền lợi thanh thiếu niên Trung ương Đoàn, sau đó chuyển sang Bộ trưởng Bộ Thanh niên và Nông nghiệp Trung ương Đoàn. Tháng 6 năm 1998, tại Đại hội Trung ương Đoàn lần thứ XIV, ông được bầu làm Bí thư Ban Bí thư Ủy ban Trung ương Đoàn Thanh niên Cộng sản Trung Quốc, được bầu làm Phó Chủ tịch Hội Liên hiệp Thanh niên Toàn quốc Trung Hoa từ tháng 12 năm 2003.

### Ninh Hạ
Tháng 5 năm 2003, sau 1 nhiệm kỳ ở thanh niên trung ương, Thôi Ba được điều về Khu tự trị dân tộc Hồi Ninh Hạ, được bổ nhiệm làm Phó Chủ tịch Chính phủ Ninh Hạ, đến cuối năm thì được bầu vào Ban Thường vụ Khu ủy Ninh Hạ, sang năm 2004 thì tiếp tục được điều về thủ phủ Ngân Xuyên, đảm nhiệm ví trí Bí thư Thành ủy Ngân Xuyên. Ông lãnh đạo Ngân Xuyên 7 năm, đến cuối năm 2011 thì nhậm chức Phó Bí thư Khu ủy Ninh Hạ, kiêm Tổng thư ký Khu ủy trong thời gian ngắn 2012–13. Tháng 11 năm 2012, ông tham gia Đại hội Đảng Cộng sản Trung Quốc khóa XVIII, được bầu làm Ủy viên dự khuyết Ủy ban Trung ương Đảng Cộng sản Trung Quốc khóa XVIII nhiệm kỳ 2012–17, rồi bầu bổ sung làm Ủy viên chính thức trong kỳ họp thứ 7 ngày 14 tháng 10 năm 2017. Đây là kỳ họp cuối cùng của Ủy ban Trung ương Đảng khóa XVIII, ông giữ chức Ủy viên chính thức trong 10 ngày cuối trong nhiệm kỳ này, sang Đại hội Đảng Cộng sản Trung Quốc lần thứ XIX thì không còn được bầu vào Ủy ban Trung ương. Suốt một nhiệm kỳ 2012–17, ông tiếp tục là Phó Bí thư chuyên chức Khu ủy, kiêm Hiệu trưởng Trường Đảng Ninh Hạ, đến cuối năm 2017 thì phân công làm Phó Bí thư Đảng tổ, Phó Chủ tịch Chính Hiệp. Ngày 30 tháng 1 năm 2018, Thôi Ba được bầu làm Chủ tịch Ủy ban Ninh Hạ Hội nghị Hiệp thương Chính trị Nhân dân Trung Quốc, và là Ủy viên Chính Hiệp Trung Quốc khóa XIII.